# Jean Calas

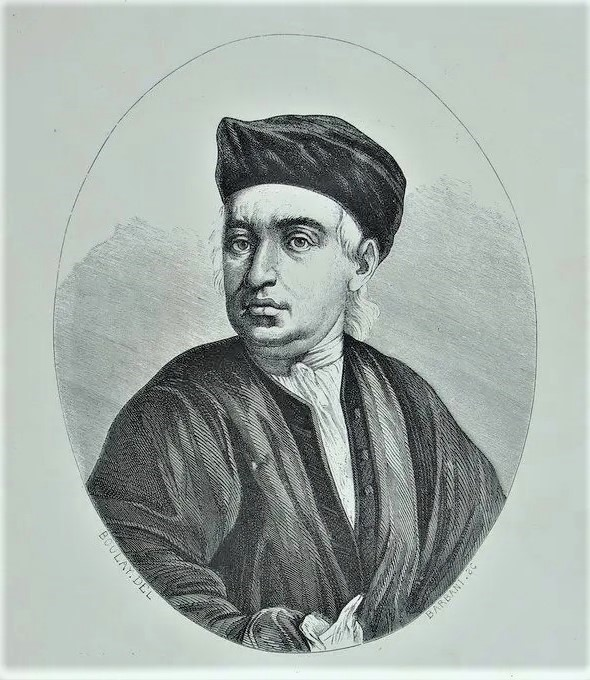
19e-eeuwse portretgravure van Jean Calas

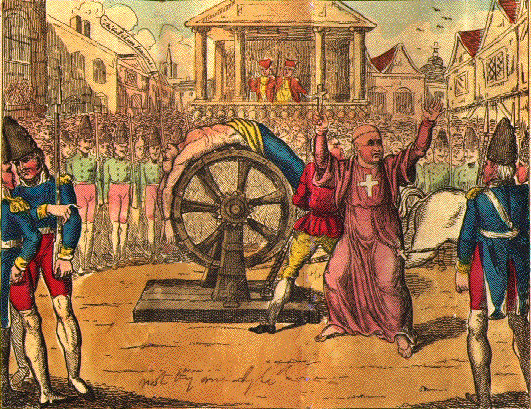
Engelse prent (ca. 1800) over de foltering van Calas op het rad

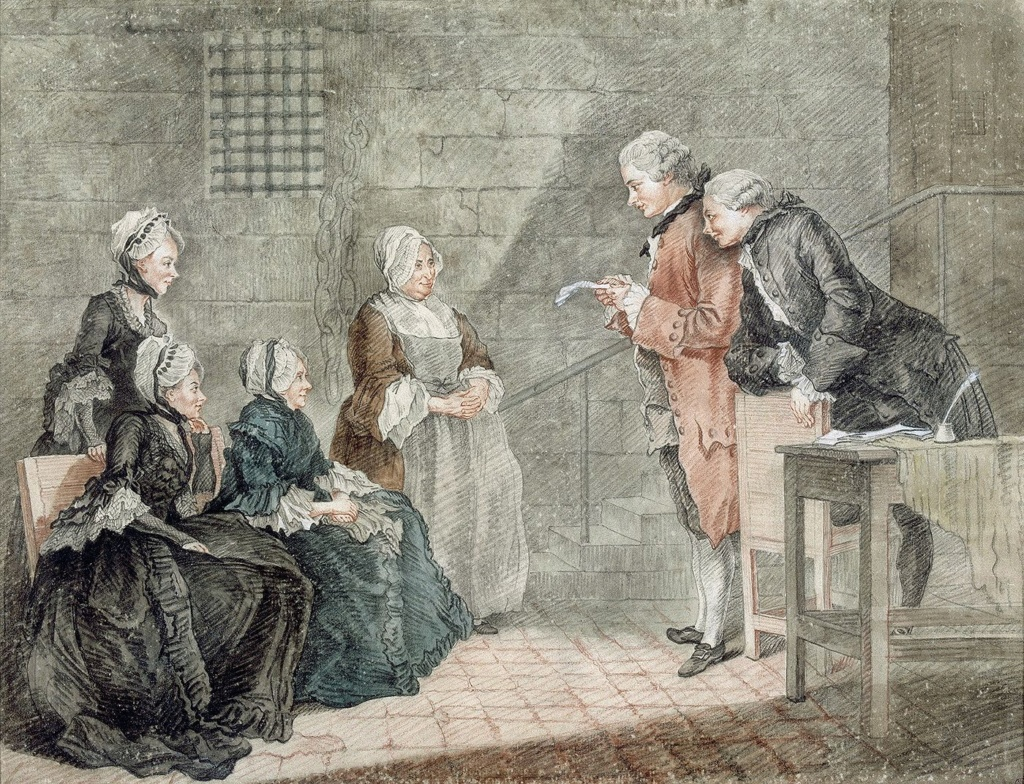
De familie Calas in de gevangenis in Parijs (1765). Diderot, Grimm en andere medestanders lieten een prent maken naar deze tekening om de familie te steunen. Het Parlement van Parijs kwam tussen om de verspreiding te verbieden, maar kon niet verhinderen dat er eind 1766 een bedrag van meer dan vierduizend livres was bijeengebracht.

Jean Calas (Lacabarède, 19 maart 1698 – Toulouse, 10 maart 1762) was een protestantse koopman die in Toulouse het slachtoffer werd van godsdienstvervolging. Onder impuls van Voltaire werd hij na zijn executie in 1765 gerehabiliteerd. Deze cause célèbre werd een symbool voor religieuze intolerantie in Frankrijk, samen met die van François-Jean Lefebvre de La Barre en Pierre-Paul Sirven.

## Zaak-Calas
Calas was samen met zijn vrouw hugenoot, terwijl in Frankrijk het katholicisme de staatsgodsdienst was. Na de harde onderdrukking van het protestantisme die koning Lodewijk XIV in 1685 was begonnen, werden de kleine groepen overblijvers over het algemeen met rust gelaten wanneer ze discreet bleven. Louis, een van de zonen van Calas, was tot het katholieke geloof bekeerd in 1756. In de nacht van 13 tot 14 oktober 1761 werd een andere zoon van Calas, Marc-Antoine, dood gevonden in zijn huis. 
Het gerucht ging dat Jean Calas hem had vermoord, omdat ook hij zich tot het katholicisme had bekeerd. In werkelijkheid had Marc-Antoine zich nominaal "recht in de leer" verklaard om advocaat te kunnen worden, maar was de toegang tot het beroep hem toch ontzegd omdat hij elke symbolische daad ter bevestiging had geweigerd. Daardoor was hij depressief geworden. Omdat zelfmoord in die tijd een grote zonde was, had de familie zijn dood onhandig proberen uit te leggen als een moord. Pas achteraf verklaarden zij dat ze Marc-Antoine hadden gevonden nadat hij zichzelf opgehangen had. Hij kreeg op 6 november 1761 niet de begrafenis van een zelfmoordenaar, maar een plechtige katholieke uitvaart als ware hij een martelaar. Op 9 maart 1762 veroordeelde het parlement van Toulouse Jean Calas ter dood door middel van radbraken gevolgd door wurging. Een dag later, op 64-jarige leeftijd, werd hij op die manier ter dood gebracht, hevig protesterend dat hij onschuldig was. Het lichaam werd verbrand en de assen verstrooid in de wind. Zijn zoon Pierre werd voor eeuwig verbannen, zijn twee dochters werden in kloosters opgesloten en de familiebezittingen werden verbeurdverklaard. 
Voltaire, die de moord eerst voor waar aannam maar dan onderzoek begon te doen, kwam na gesprekken met Pierre Calas tot de overtuiging dat de veroordeling onterecht was. Vanaf juni begon hij een energieke campagne om de uitspraak van de rechtbank te herzien en meer algemeen de strafrechtspleging te hervormen. Hiertoe publiceerde hij in 1763 onder meer het Traité de la Tolérance, à l'occasion de la mort de Jean Calas, waarin hij fanatisme en bijgeloof op de korrel nam. Koning Lodewijk XV ontving de familie Calas in Versailles en liet het arrest op 4 juni 1764 verbreken door zijn koninklijke raad. De zaak werd opnieuw ten gronde beoordeeld door een andere koninklijke rechtbank, het Tribunal des Requêtes de l'Hôtel du Roi, dat Calas op 9 maart 1765 rehabiliteerde en de overige veroordeelden vrijsprak. Het parlement van Toulouse accepteerde dit arrest niet. De capitoul David de Beaudrigue, die als magistraat in eerste aanleg was opgetreden, werd op 25 februari 1765 afgezet en pleegde kort nadien zelfmoord. De familie van Calas ontving een pensioen van 36.000 livres als schadeloosstelling.
De zaak-Calas wordt doorgaans beschouwd als een wantoestand uit het ancien régime. De uitspraak was een gevolg van stemmingmakerij en gefabriceerde bewijzen (vier getuigenissen telden voor een bewijs, maar de magistraten erkenden een aantal geruchten tegen Calas als getuigenis). 
De historicus Benoit Garneau vergeleek het proces met de zaak-Outreau uit 2004, waar een blunderende magistraat verschillende onschuldigen jarenlang vasthield zonder bewijs. Onderzoeksrechter Burgeaud bleef daar evenwel in functie.

## Voetnoten
1. ↑  Pierre-Yves Beaurepaire, "L’affaire Calas", Histoire par l'image (bezocht 23 juni 2023). Gearchiveerd op 25 juni 2023.
2. ↑  Frank A. Kafker, "Le rôle de Diderot dans l'affaire Calas" in: Recherches sur Diderot et sur l'Encyclopédie, 1996, p. 7-14. DOI:10.3406/rde.1996.1341
3. ↑  Alfred Owen Aldridge, Voltaire and the Century of Light, 1975, p. 298. Gearchiveerd op 16 augustus 2023.